# 재일한인
재일한인(在日韓人)은 재일 한국인과 일본국적을 취득한 한국계 일본인 등을 지칭하는 말이다.

## 같이 보기
- 재외 동포
- 재일 한국인